# Columbus (Minnesota)
Columbus é uma cidade localizada no estado norte-americano do Minnesota, no condado de Anoka. Sua população, segundo o censo de 2010, era de 3 914 habitantes.